# Пелин Пелинов
Пенчо Линов, известен с псевдонима си Пелин Пелинов, е български писател и драматург.

## Биография
Учи в плевенската мъжка гимназия и през 1954 г. се дипломира с пълно отличие. През 1959 г. завършва Юридическия факултет на Софийския университет, а през 1965 г. — ВИТИЗ „Кръстьо Сарафов“. Работи като юрисконсулт и театрален специалист към Комитета за култура. В продължение на 12 години е драматург в Народния театър „Иван Вазов“. Става един от основателите на театър „Сълза и смях“.

## Творчество
Пелин Пелинов е автор на документално-историческите романи „През пепелищата“ (1997) и пенталогията „Възход и падение“ (2002—2011), състояща се от частите „Независима България“ (2002), „Напред, на нож!“ (2005), „Крушението“ (2010), „Под свити знамена“ (2010) и „Катастрофата“ (2011). По мотиви на романа „Независима България“ през 2006 г. е изграден сюжетът на едноименния филм, с режисьор Огнян Сурдолов. Пелинов пише 30 театрални пиеси, между които „Горещо лято“, „Ивайло или нощта на късите ножове“, „Геройският знак“. Автор е на телевизионните поредици „Освобождението“, „Съединението“, „Процесът Стамболийски“, поставени от Асен Траянов.
Попитан от вестник „Посредник“ до кой период стига историята в книгите му, той отговаря: „До 3 октомври 18-а година, когато царят абдикира и избягва.“